# Улица Земляной Вал
У́лица Земляно́й Вал — улица в Басманном и Таганском районах Центрального административного округа города Москвы. Проходит от площади Земляной Вал до Таганской площади, часть Садового кольца.

## Название
Название улицы происходит от оборонительного земляного вала, устроенного в 1592—1593 годах при Борисе Годунове. До 1938 года часть современной улицы к северу от Яузы носила название Садо́вая-Земляно́й Вал, а часть к югу от неё — Садо́вая-Земля́нская. В 1938 году улица была переименована в Чка́ловскую у́лицу в память о Валерии Павловиче Чкалове — советском лётчике, командир экипажа самолёта, совершившего первый беспосадочный перелёт через Северный полюс. В 1952 (по другим данным — в 1957) году переименована в у́лицу Чка́лова, а в 1990 году ей возвращено историческое название.

## Описание
Улица начинается от площади Земляной Вал, где Покровка переходит в Старую Басманную улицу, и является продолжением Садовой-Черногрязской улицы. Рядом с этим местом находятся также площадь Цезаря Куникова и Чкаловский сквер. Улица проходит на юг; слева примыкают улица Казакова, Садовый и Путейский тупики, площадь Курского Вокзала (начало и конец), 1-й Сыромятнический переулок и Верхняя Сыромятническая улица, справа — Малый и Большой Казённые переулки, Яковоапостольский переулок, улица Воронцово Поле и переулок Обуха.
После этого улица по Высокояузскому мосту пересекает реку Яузу и её набережные: Серебряническую и Полуярославскую (правый берег, от устья к истоку) и Берниковскую и Николоямскую (левый берег, от устья к истоку). Затем слева примыкает Сивяков переулок, после которого дорога проходит по Ульяновской эстакаде над Николоямской улицей. Слева к съездам эстакады примыкают Аристарховский и Большой Дровяной переулки (между которыми параллельно улице проходит Известковый переулок), справа — Тетеринский. Улица заканчивается на пересечении с Таганской площадью, основная трасса уходит в Таганский тоннель под ней.
| Чётная (внутренняя, западная) сторона                                                                                      | Нечётная (наружная, восточная) сторона |
| --- | --- |
| - Малый Казённый переулок - Большой Казённый переулок - Яковоапостольский переулок - Улица Воронцово Поле - Переулок Обуха | - Улица Казакова - Садовый тупик - Путейский тупик - Площадь Курского вокзала - 1-й Сыромятнический переулок - Верхняя Сыромятническая улица |
| - Серебряническая набережная                                                                                               | - Полуярославская набережная |
| река Яуза | |
| - Берниковская набережная                                                                                                  | - Николоямская набережная - Сивяков переулок                                                                                                 |
| Николоямская улица | |
| - Тетеринский переулок - Верхняя Радищевская улица                                                                         | - Аристарховский переулок - Большой Дровяной переулок                                                                                        |

## История
После окончания Смуты обе стороны земляного вала были заселены слободами. С внутренней стороны лежали слободы — Казённая (в Казённых переулках), Садовая (улица Воронцово Поле), Иноземная Старопанская, то есть польская (к северу от Яузы), Стрелецкая (за Яузой) и Тетеринская (в одноимённом переулке). С внешней — конюшенная Сыромятная (Верхняя Сыромятническая улица), Иноземная Греческая (за Яузой) и Алексеевская чёрная (б. Алексеевская, ныне улица Александра Солженицына). Казённая, Садовая и Сыромятная слободы обслуживали непосредственно царский двор, Тетеринская слобода подчинялась Каменному приказу.
После перевода столицы в Петербург земли ремесленников перешли во владение сначала купечества, а затем и знати; сказывалось соседство с преуспевающей Немецкой слободой. Между нею и Земляным валом возникли дворцы Румянцевых, Демидовых, Щербатовых. В течение XVIII века собственно земляной вал обветшал и был застроен — в том числе кабаками, принадлежавшими тем же Демидовым и Щербатовым.
В 1812 году большинство построек в окрестностях земляного вала и на самом валу выгорели. По плану реконструкции 1816 года на месте вала в 1820-е годы была проложена просторная улица с тротуарами и садиками вдоль домов. Однако к северу от Яузы садов было немного, а между Яузой и Таганкой улица сужалась так, что для них вовсе не осталось места. В конце XIX века в районе Таганской площади были построены единичные многоэтажные доходные дома, но в целом улица оставалась двухэтажной.
Генплан 1935 года предписывал масштабную реконструкцию Садового кольца, включая тоннель под Таганкой и постройку нового Курского вокзала, но до начала войны были построены лишь единичные «сталинские» здания к северу от Яузы. После войны масштабные планы реконструкции площадей не были реализованы, только к северу от Яузы было продолжено строительство парадных домов по красной линии кольца. Таганский тоннель и Ульяновская эстакада были выстроены только в 1960-е. Современный Земляной Вал, как и всё Садовое кольцо, остаётся смесью построек разных эпох — от двухэтажных домов первой половины XIX века до типовых панельных домов 1970-х гг.

## Примечательные здания

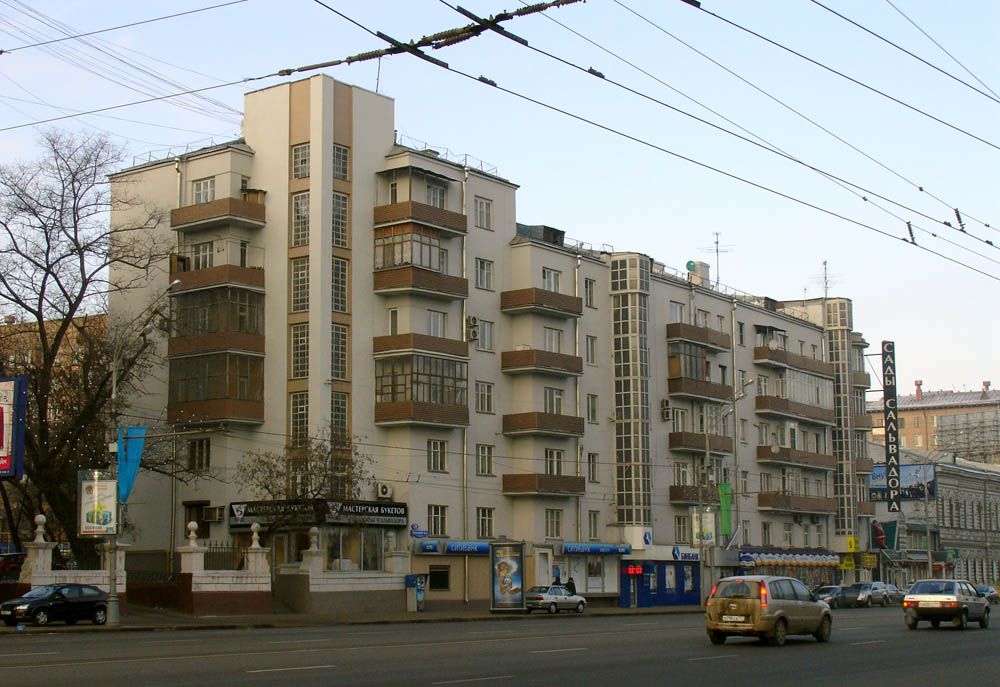
№ 34

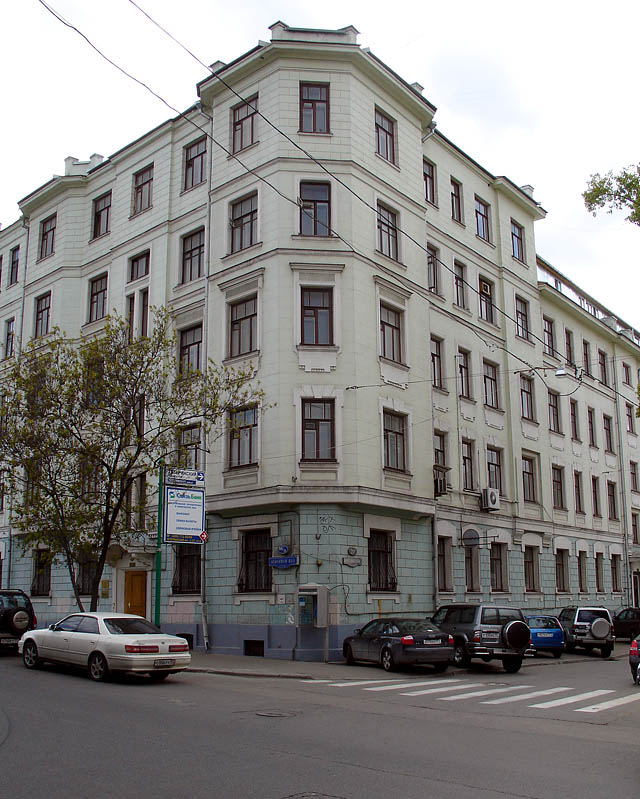
№ 66

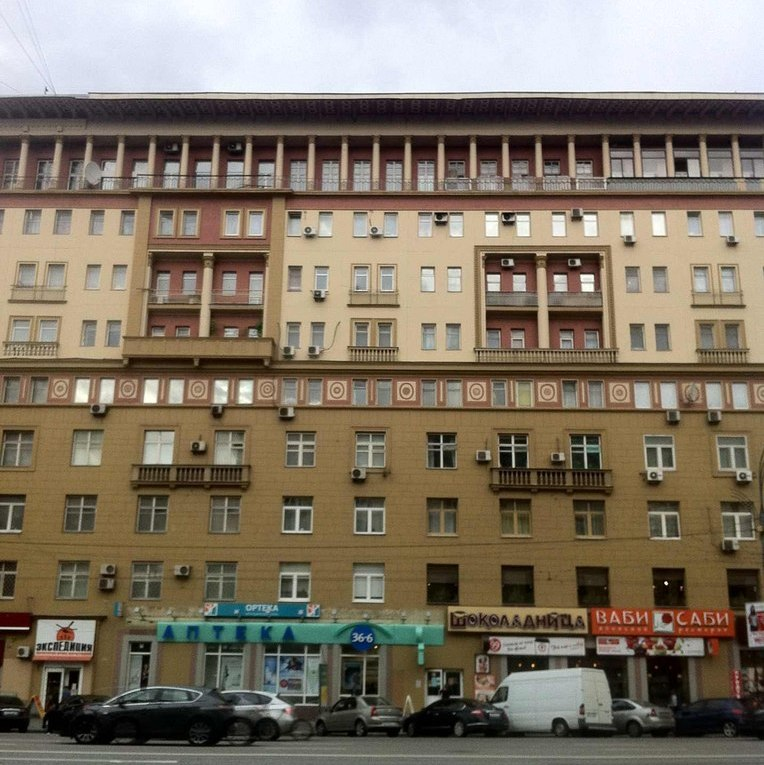
Жилой дом № 23С1 для ИТР, архитектор И. З. Вайнштейн (1935)

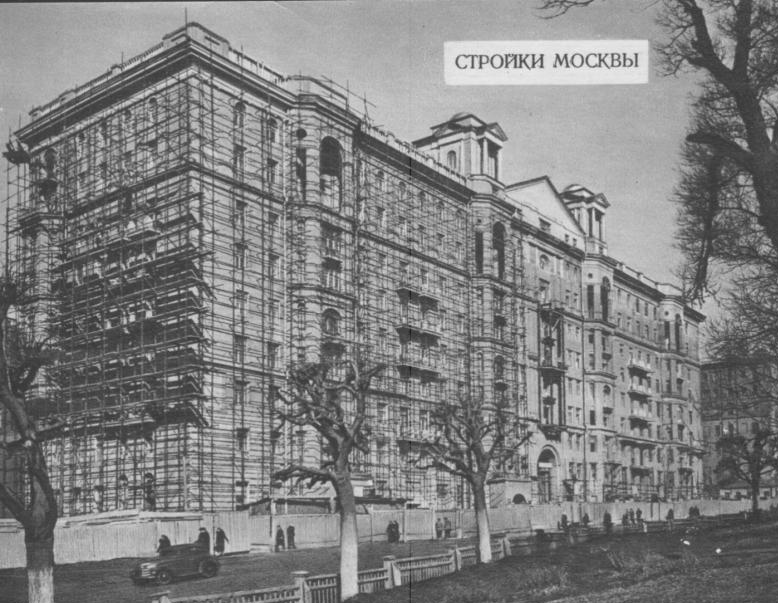
Строительство дома № 46-48

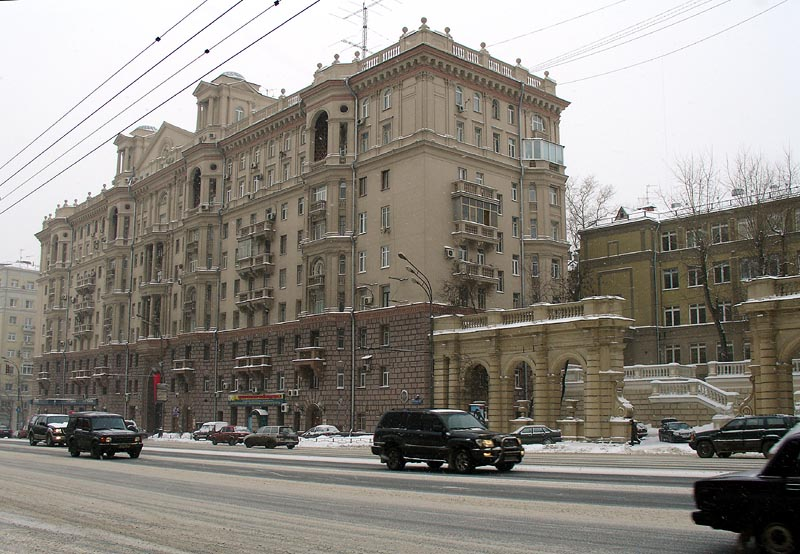
№ 46

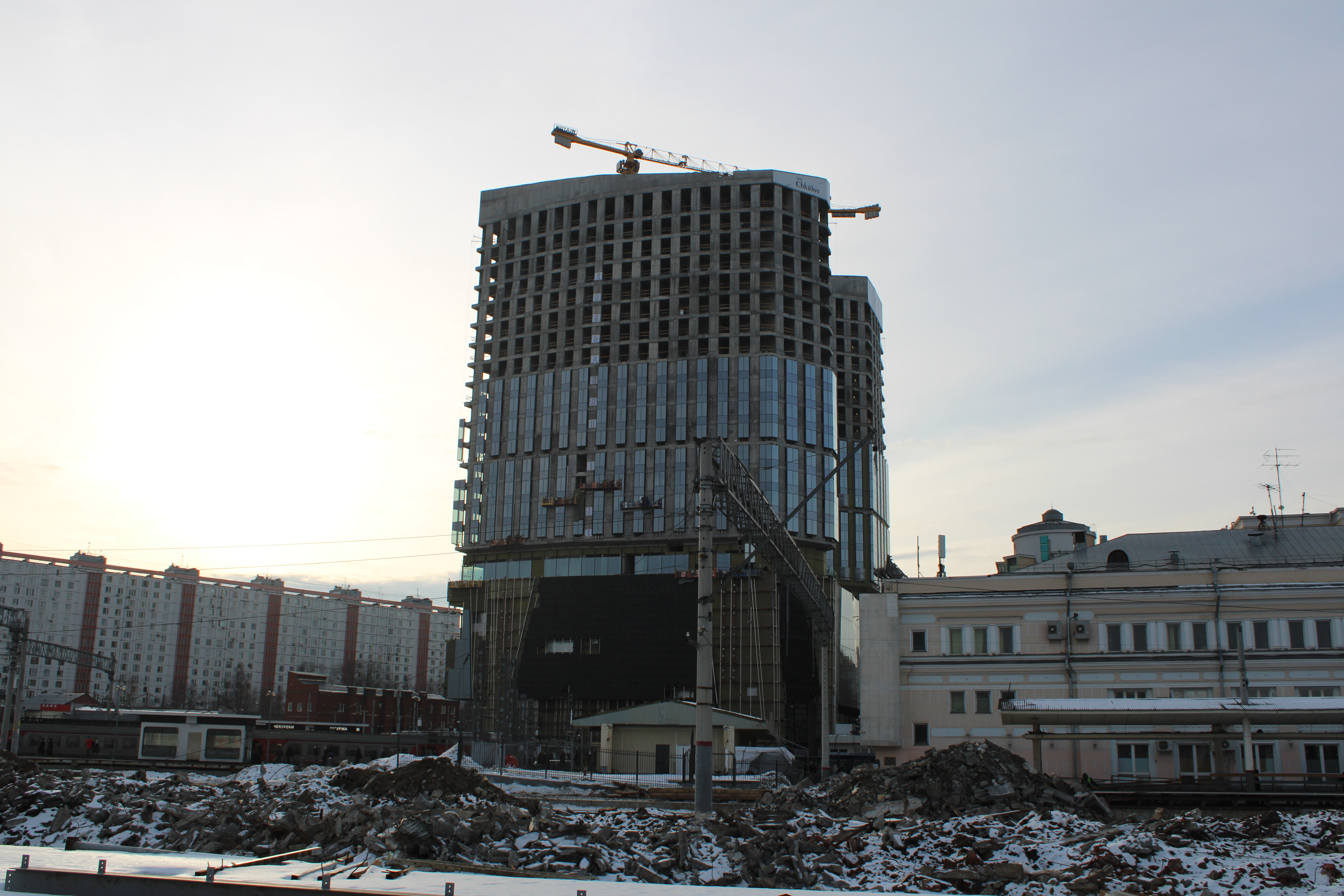
№ 37

### По нечётной стороне
- № 1/4 — жилой дом инженерно-технических работников (1934, архитектор А. А. Кеслер). Строительство дома обозначило новые красные линии перекрёстка со Старой Басманной улицей — всю правую сторону Старой Басманной в соответствии с Генеральным планом реконструкции Москвы планировали снести, а новые дома строить в одну линию с угловым фасадом жилого дома № 1/4[4][5]. В этом доме жили: в 1930—1940-х годах патологоанатом А. И. Абрикосов[6]; в 1934—1953 годах — физик-теоретик, лауреат Нобелевской премии И. Е. Тамм[7]; скрипач Борис Гольдштейн[8];
- № 3/1 — жилой дом (кон. 1940-х — 1950-е, архитектор И. Л. Маркузе)[9];
- № 5 — доходный дом (1900-е, архитектор Э.-Р. К. Нирнзее);
- № 7 — доходный дом И. Я. Фокина (1898—1901, архитектор Э.-Р. К. Нирнзее)[9][10];
- № 9 — офисный центр «Ситидел» (2001—2007, архитекторы В. Плоткин, И. Деева, Н. Анохина, А. Бородушкин и другие)[11];
- № 21—23 — жилые дома инженерно-технических работников (1935—1938, архитекторы И. З. Вайнштейн, М. Русанова, М. Боголепов, художник А. Машурина). Построенные корпуса должны были оформлять пересечение с новой Сталинской магистралью, идущей от Покровского бульвара, однако она не была проложена. Изначально не предусмотренные проектом балконы введены по предложению Л. М. Кагановича[5][9][12]. В 1930-х годах в жилом комплексе жили учёный-теплотехник З. Ф. Чуханов[13] и математик Л. Г. Шнирельман[14]; геолог-тектонист Н. С. Шатский (в 1938—1949)[15], философ П. Н. Федосеев[16], астроном В. Г. Фесенков[17], авиаконструктор П. О. Сухой[18], философ А. М. Деборин[19];
- № 25 — ранее на этом месте стоял дом Д. И. Плащова (1911, архитектор Г. А. Гельрих);
- № 27, стр. 1 — жилой дом Управления Московско-Курской железной дороги (1927—1929, архитектор Б. Н. Шатнев)[9][20];
- № 27, стр. 3 (в глубине квартала) — жилой дом XVIII века (дом Толстого — Борисовских);
- № 29 — Курский вокзал;
- № 29, стр. 3 — Вагонное депо Курского вокзала (1906—1909 гг.). В 2018 году отказано в охранном статусе, внесено в Красную книгу Архнадзора (электронный каталог объектов недвижимого культурного наследия Москвы, находящихся под угрозой), номинация — запустение;[21]
- № 35, стр. 1 (на территории ТЦ «Атриум») — жилой дом XVIII века — усадьба торопецкого купца П. К. Боткина. Здесь родился его сын, врач С. П. Боткин;
- № 37 — жилой комплекс «Чкалов»;
- № 39, стр. 1 — жилой дом (1939—1953, архитекторы И. Н. Кастель, Т. Г. Заикин[9]);
- № 39, стр. 2 — жилой дом XVIII века, включает палаты постройки 1680-х годов, принадлежавшие боярину И. П. Матюшкину[9]. Внешний вид дома изменился в 1820-е годы;
- № 41 — 12-этажный панельный жилой дом (1964—1965; архитекторы А. Б. Бергельсон, З. М. Розенфельд, А. Б. Самсонов)[22]. Здесь жили тренер Н. С. Теплякова[23], тренер и актёр К. В. Градополов[24]. Во дворе здания стоял дом, где родился Н. И. Пирогов. После пожара 1812 года его отец отстроил новый дом на том же месте;
- № 53 — усадьба и парк Усачёвых-Найдёновых, 1829—1831, арх. Доменико Жилярди. Вероятно соавторство А. Г. Григорьева;
- № 57, стр. 6 — Музей и общественный центр им. А. Д. Сахарова;
- № 59, стр. 2 — центральное здание Глобэкс банка;
- № 61, стр. 2  памятник архитектуры (утраченный) — на месте современного здания находился усадебный флигель в стиле московского ампира 1-й трети XIX века; уничтожен под строительство офисного здания в начале 2000-х годов;
- № 65, стр. 1 — доходный дом 1907 года постройки (часть здания, оставшаяся после сноса основного объёма при расширении Садового кольца в 1950-х годах);
- № 73 — Московский государственный университет технологий и управления.

### По чётной стороне
- № 2/50 (угол Покровки) — колокольня церкви Иоанна Предтечи в Казённой слободе (1772);
- № 2 — жилой дом (1930-е, архитектор А. Г. Туркенидзе)[10];
- № 6 — жилой дом (1906, архитектор П. П. Розанов)[9];
- № 12 — жилой дом (нач. XX в.)[9];
- № 14/16 — жилой дом (1934, архитектор А. А. Кеслер)[4][9]. Во время строительства жилой дом № 14/16 вместе со стоящими напротив домами № 21—23 обозначал пересечение Садового кольца с проектируемой новой Сталинской магистралью, которую планировали пробить сквозь застройку от Покровского бульвара[5]. В доме жили художник Константин Юон (в 1936—1958 годах; мемориальная доска, 1961, автор Е. Ф. Белашова)[25], лётчик Валерий Чкалов (в кв. № 102; мемориальная доска, 1955, скульптор Н. Е. Саркисов)[26], актёр Борис Чирков[27], биолог Иван Шмальгаузен[28], педиатр Г. Н. Сперанский[29], поэт и драматург Самуил Маршак (в кв. № 113; мемориальная доска, 1966, скульптор Ю. Л. Чернов, архитектор Ю. Е. Гальперин)[30], выдающийся скрипач, народный артист СССР Д. Ф. Ойстрах (в 1941—1974 годах; мемориальная доска); композитор, пианист С. С. Прокофьев (в 1936—1941 годах, мемориальная доска); герой Советского Союза генерал-лейтенант С. А. Данилин (в 1938—1976 годах; мемориальная доска); герой Советского Союза генерал-полковник Г. Ф. Байдуков (в 1937—1972 годах; мемориальная доска); герой Советского Союза генерал-лейтенант авиации А. В. Беляков (мемориальная доска); архитектор В. К. Олтаржевский[31], государственный деятель А. И. Ефремов[32]. В этом доме жили и работали художники Кукрыниксы (мемориальная доска). За этим домом, № 9 по Большому Казённому переулку — неоклассическая гимназия постройки (1912, архитектор И. И. Рерберг);
- № 18—22 — жилой дом (архитектор С. М. Матвеев)[33]
- № 24/30 — восьмиэтажный жилой дом на 2700 квартир (начало 1960-х; архитектор В. В. Жаров)[34]
- № 24/30, стр. 1 — жилой дом метростроя. Был начат строительством перед войной по проекту архитектора Архипова; после войны достраивался по проекту П. Г. Капланского[35].
- № 30 — жилой дом (2-я половина XIX в., архитектор М. А. Арсеньев)[9]. Согласно разработанному во 2-й половине 1950-х годов проекту реконструкции площади Курского вокзала, планировался под снос[34];
- № 32 — жилой дом (1933—1935, архитектор И. К. Сергеев)[9]. В доме жил архитектор Е. Н. Стамо[36];
- № 34 — доходный дом (1906, архитектор Л. В. Стеженский);
- № 36 (во дворе) — школьное здание (1890, архитектор В. А. Коссов);
- № 38—40/15 — жилой дом слушателей Академии железнодорожного транспорта, (1938—1940, архитекторы А. Т. Капустина, В. М. Кусаков, художник А. М. Мишурина)[9][37]. Здесь жил учёный в области электроники Д. В. Зернов[38];
- № 42—44 — жилой дом (1953, архитекторы Л. Б. Сегал, Н. А. Виноградов)[9], в основе здания № 44 — надстроенный 5-этажный доходный дом 1911 года;
- № 46 — бывший жилой дом работников Министерства государственной безопасности. В 1949 году его автор, архитектор Е. В. Рыбицкий, получил за проект Сталинскую премию, а в 1955 году был её лишён — за архитектурные излишества. В многосерийном «шпионском» телефильме 1984 года «ТАСС уполномочен заявить…» дом № 46 играет роль центра радиоперехвата шифрованных сообщений КГБ СССР. Дома № 44 и № 46 соединены декоративной аркадой, за которой скрывается школа;
- № 48А — жилой дом (1934—1953, архитекторы А. Ф. Хряков, З. О. Брод, Н. Г. Безруков[9][10]). В этом доме живут герои книги Надежды Беленькой «Девочки-колдуньи[39]»;
- № 50А, стр. 2, 3 — здания Государственного института азотной промышленности (1970-е; архитекторы В. С. Андреев и К. К. Бартошевич)[40][41];
- № 52 /16, стр. 1, 2 — жилой дом (1938—1947, архитекторы С. В. Сергиевский, Гуляев). Здесь жил физик Я. А. Смородинский[42];
- № 54/3, стр. 1-2 — доходный дом (1800, 1829, 1871, 1898, 1914)[10];
- № 56, стр. 3 — жилой дом Хлудова — Пантелеева (1843—1845; 1892—1893, архитектор К. Дуванов)[9][10];
- № 58 — доходный дом (1901, архитектор П. П. Киселёв);
- № 64 — доходный дом (1906, арх. Л. В. Стеженский);
- № 66/20 — доходный дом Я. А. Климова — отца советского учёного Владимира Климова (1910—1913, архитектор Э.-Р. К. Нирнзее). По состоянию на конец 2020 года является одним из зданий РАТИ ГИТИС и имеет статус выявленного объекта культурного наследия[43];
- № 76-78 — Театр на Таганке. «Старое» здание театра перестроено из кинематографа «Вулкан» (электротеатра), построенного в 1911 году архитектором Г. А. Гельрихом.

## Транспорт
- Автобус Б (по всей длине в обе стороны); 40 (от площади Земляной Вал до Верхней Сыромятнической улицы с оттянутым разворотом у Николоямской улицы и в обратную сторону без оттянутого разворота); т53 (от Таганской площади до Николоямской улицы); 78 (на площади Земляной Вал).
- Станции метро  Курская /  Курская /  Чкаловская.

## Почтовые индексы
| Индекс | Номера домов |
| 109028 | 50 |
| 109004 | 54, 61, 65 |
| 105120 | 35, 37, 39, 39/1(стр.2), 41/2, 53, 57 |
| 109240 | 52, 52/16 |
| 105064 | 1/4, 10, 11, 12/7, 14/16, 15, 17, 18/22, 19, 2/50, 20, 21/2, 23, 24/30, 24/32, 25, 27, 3/1, 32, 34, 34А, 36, 38/40, 4, 42/20, 44, 46/48, 48А, 48Б, 5, 6, 7, 7/2, 9 |

## Улица в произведениях литературы и искусства
- Чкаловская улица упоминается в стихотворении Самуила Маршака «Дети нашего двора».
- В художественном фильме «В добрый час!» 1956 года выпуска, семья профессора Аверина жила в доме 34 по улице Чкалова.